# 1969 en Lorraine
Chronologie de la Lorraine
- 1965
- 1966
- 1967
- 1968
- 1969
- 1970
- 1971
- 1972
- 1973

Cette page est une liste d'événements qui se sont produits durant l'année 1969 en Lorraine.

## Éléments de contexte
- En 1969, la Lorraine produit 62.1% de la fonte et 59.4% de l'acier français[1].

## Événements

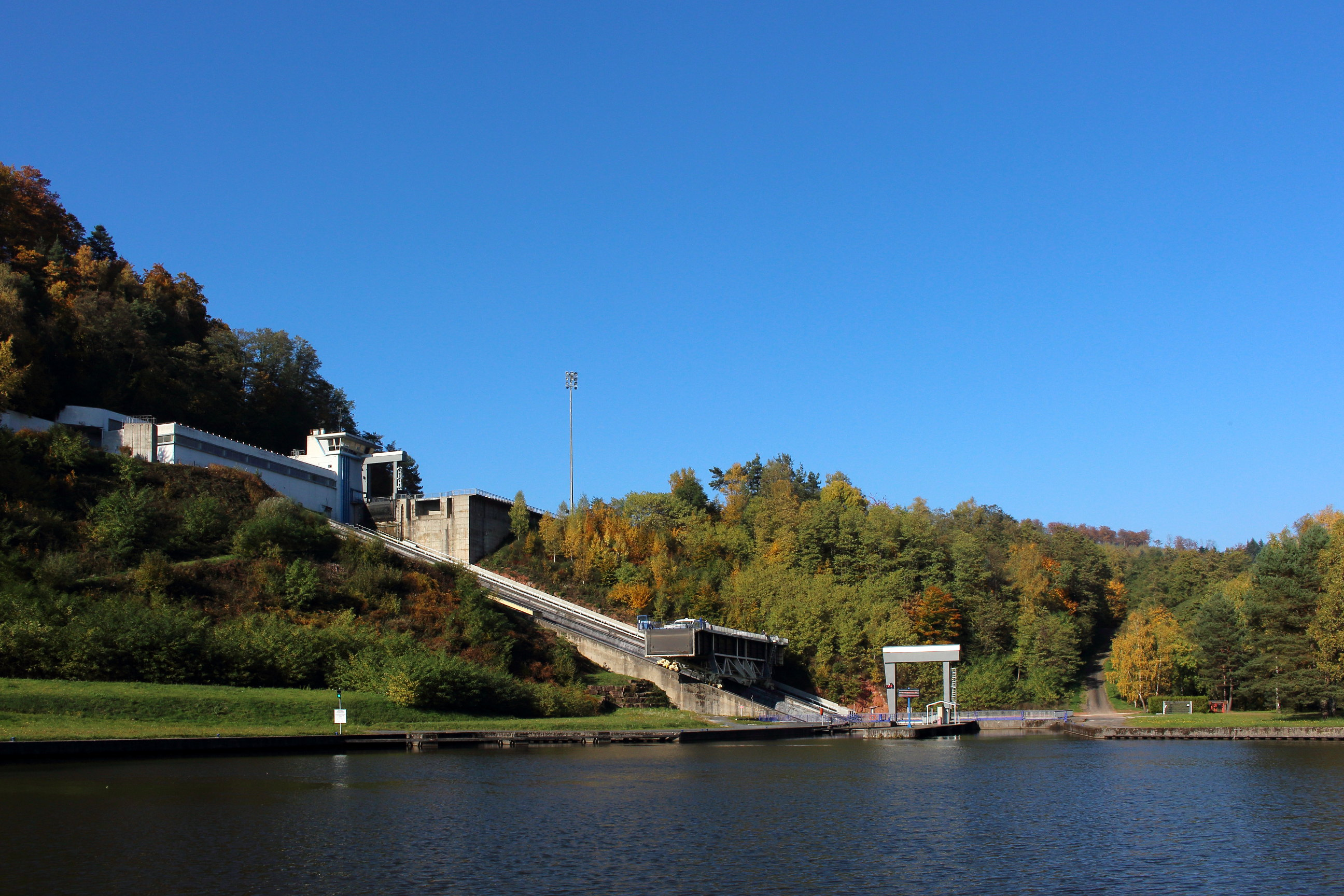
Vue générale du plan incliné de Saint-Louis-Arzviller

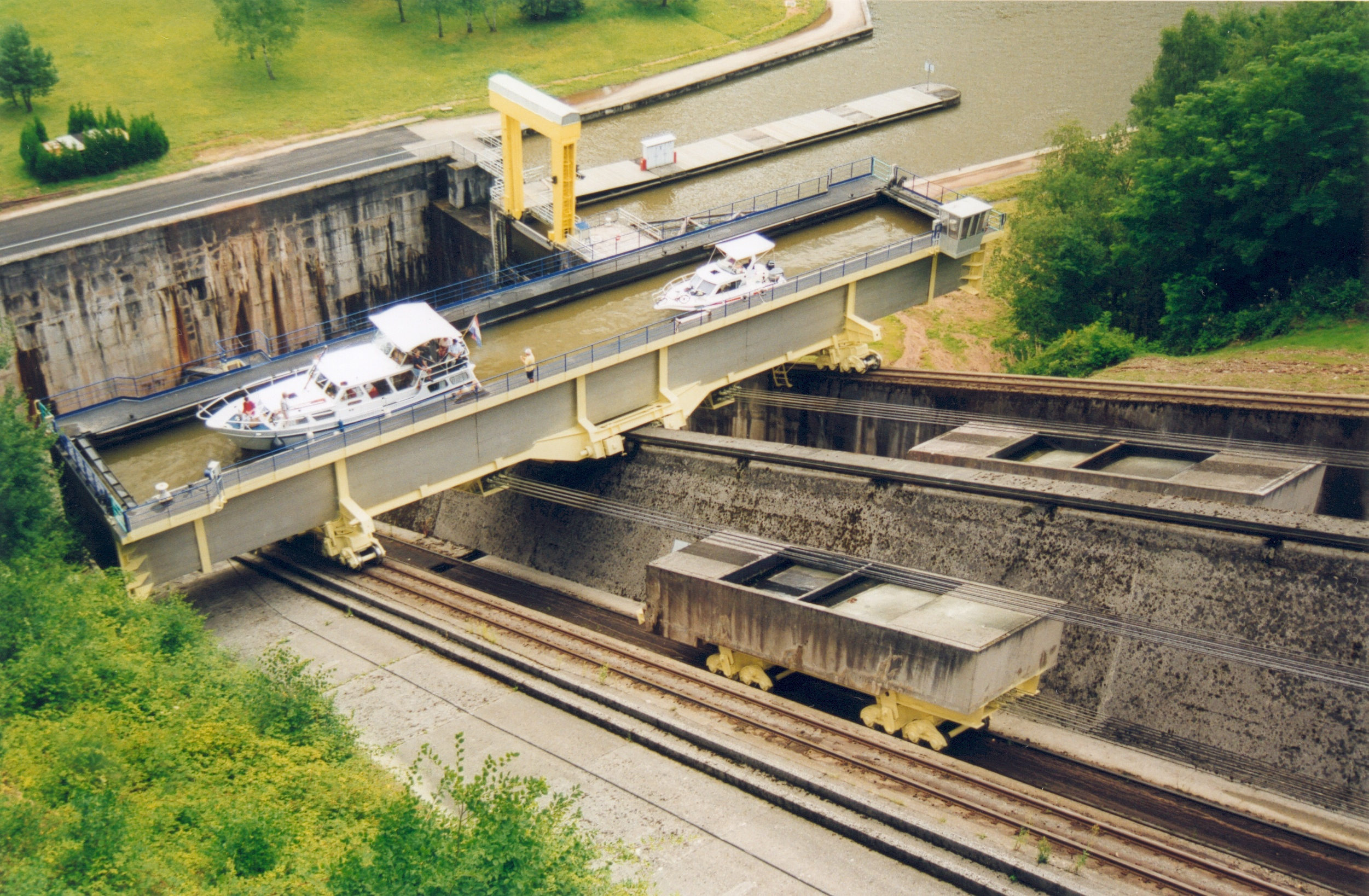
Vue plongeante sur le plan incliné de Saint-Louis-Arzviller

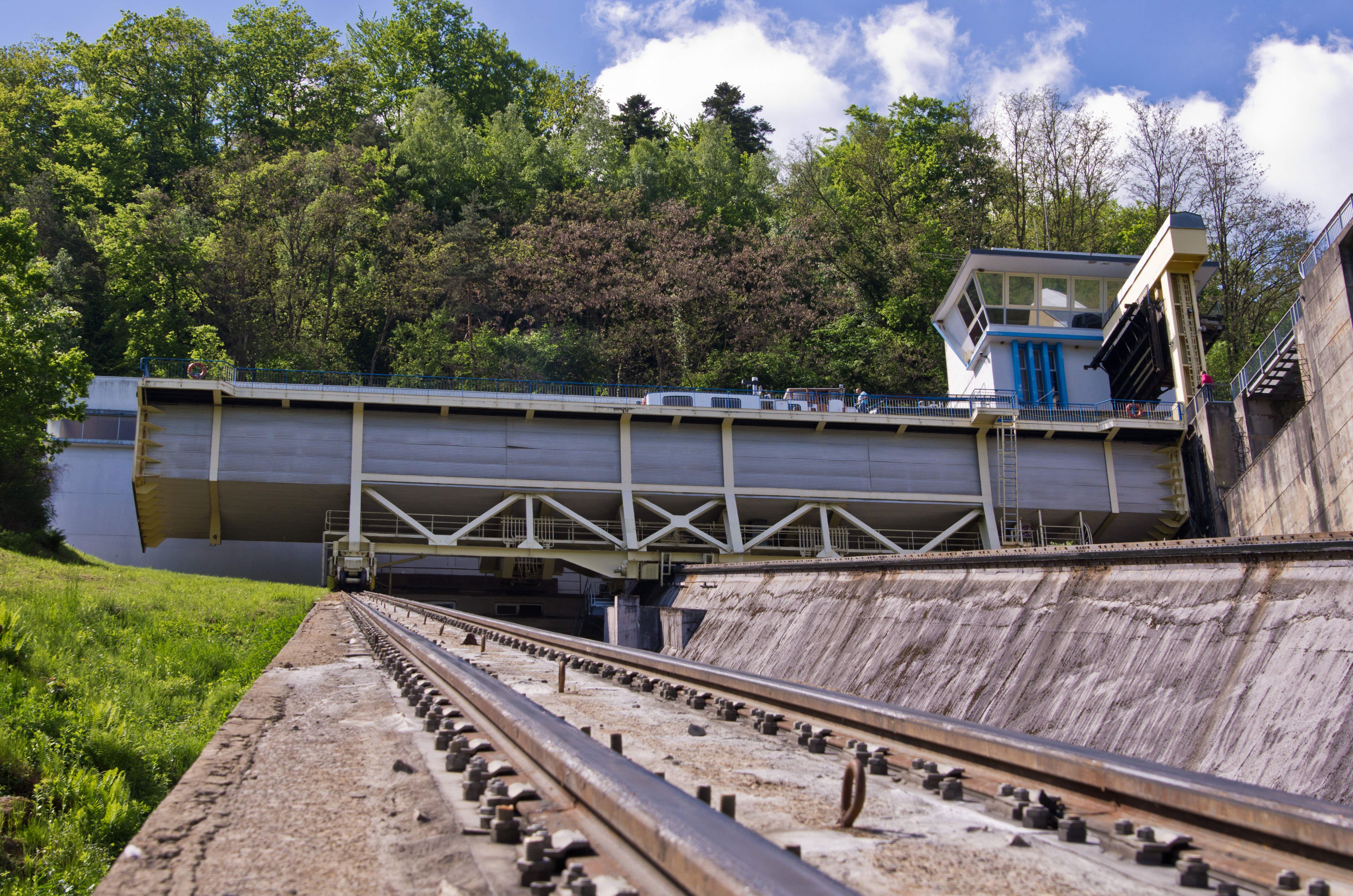
Le caisson du plan incliné de Saint-Louis-Arzviller

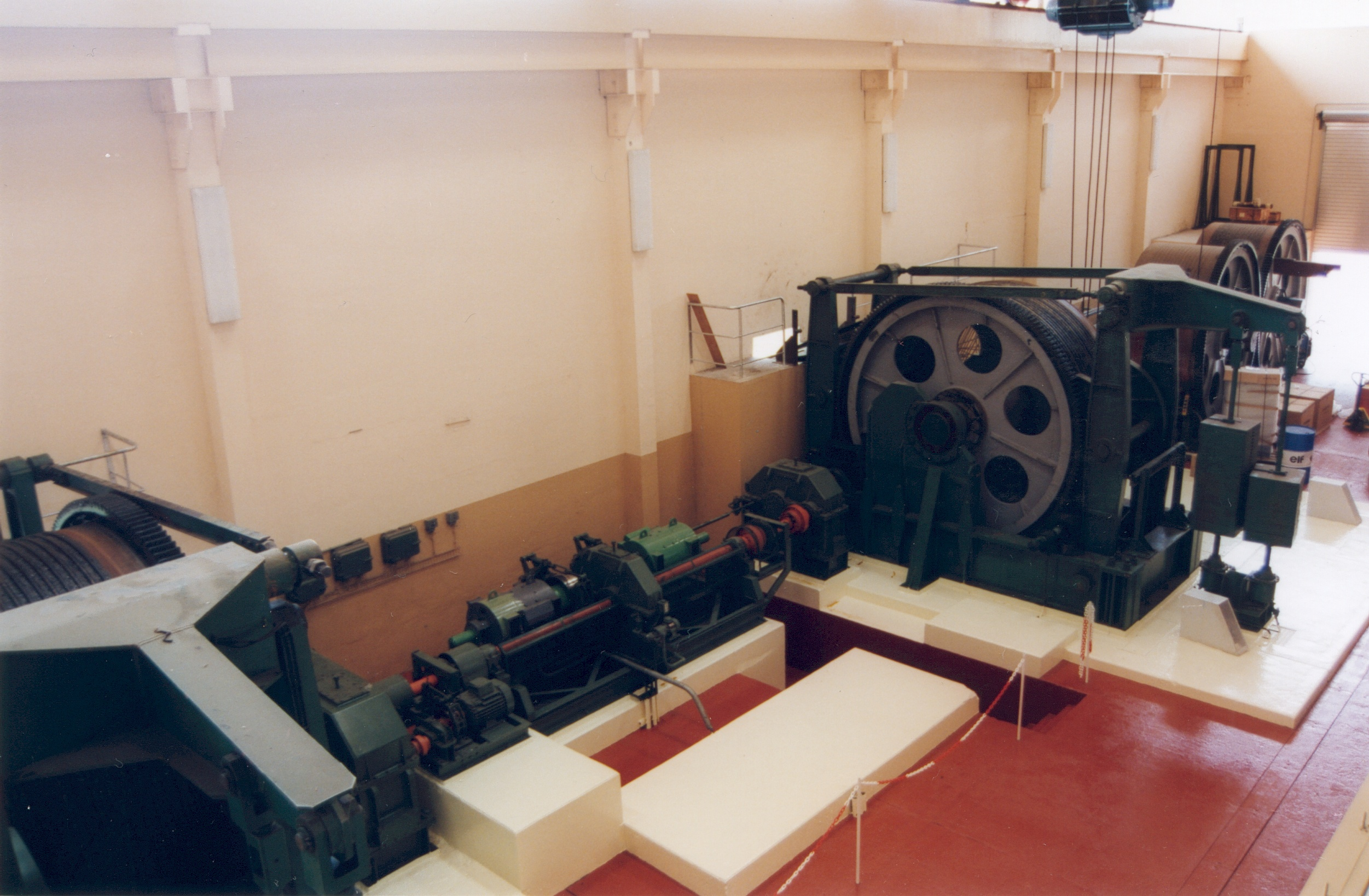
La machinerie du plan incliné de Saint-Louis-Arzviller

- Pour leur apport à la réconciliation franco-allemande, Nancy et Karlsruhe, sa ville jumelle, sont récompensées du prix de l'Europe.
- Création par Jacques Parisot du premier centre de médecine préventive de France à Vandoeuvre-lès-Nancy[2].
- Fermetures,  de la mine de Boulange et de la mine Pauline  de Montois-la-Montagne [3].
- Jean-Claude Andruet et Parice Écot remportent le Rallye de Lorraine sur une Alpine A110 Proto 1600[4].
- Le site d'une villa gallo-romaine fait l'objet, à Champigneulles, d'une fouille de sauvetage au lieu-dit Au Sarrasin. On y découvre notamment une cave contenant un dépôt d'objets en bronze, plus ou moins cassés, qui étaient sans doute destinés à la fonte (dont une statue de Dionysos)[5].
- Le groupe suisse Nestlé entre au capital de Vittel, à hauteur de 30%.
- Mise en service du viaduc de Frouard sur l'A31[6].
- Disparition du quotidien socialiste Le Populaire de l’Est[7].
- Disparition du quotidien Le Lorrain.
- Jacques Trorial est élu président de l'Association pour l'expansion industrielle de la Lorraine.
- Radio Lorraine-Champagne est diffusée en modulation de fréquence sur l'émetteur de France Inter et prend à cette occasion le nom de Inter-Lorraine-Champagne
- Inauguration de l'IUT Henri Poincaré de Longwy, institut universitaire de technologie, composante de l'université de Lorraine, situé à Cosnes-et-Romain, près de Longwy.
- Armand Nass est élu député de la 1re circonscription de la Moselle.
- Construction de l'église Saint-François-d’Assise de Vandœuvre-lès-Nancy.
- Tournage à Lunéville  de Le Prussien téléfilm de Jean Lhote[8]
- Création de l'usine Grundig à Creutzwald[9].
- Mise en route de l'usine Citroën de Metz-Borny[9].
- Contrexéville commence l'utilisation de bouteilles en PVC [10].

- Janvier : mise en service du Plan incliné de Saint-Louis-Arzviller sur le canal de la Marne au Rhin, en remplacement de 17 écluses sur 4 km ; unique en Europe[2],[11].
- 8 février : record d'épaisseur de neige à Metz : 26 d’épaisseur de neige par accumulation ont été mesurés à la station météorologique de Frescaty[12].
- 14 février : opération “ville morte” à Jœuf. « Le lendemain matin, l’aciérie Thomas souffle sa dernière charge et les laminoirs voient filer la dernière billette »[13].
- 27 mars : création de l'université de Metz, sous la forme d’un établissement public à caractère scientifique et technique, à partir du regroupement des établissements distincts existants. Enfin, elle reçoit le statut d'établissement public à caractère scientifique et culturel par le décret du 17 décembre 1970[14].locaux.
- 10 avril : dans le cadre du référendum sur la régionalisation une carte de la Lorraine avec Metz pour capitale crée l'indignation à Nancy, c'est le début de la querelle entre Nancy et Metz[15],[11].
- 9 mai : dernière condamnation à mort à Nancy
- 21 mai : le Munster et le Munster-géromé bénéficient de l'AOC[15],[11].
- 1er juillet : création à Phalsbourg du groupe d'aviation légère du 1er corps d'armée (GALCA 1) à partir de l'escadrille de liaison du 1er corps d'armée de Nancy et du 3e groupe d'aviation légère de l'Armée de terre de Rennes[16].
- Août 1969 : Éliane Nau est élue reine de la mirabelle[17]
- 20 novembre : inauguration du premier hypermarché de Moselle : Radar Géant à Mondelange (Actuel Cora (2023))[9].

## Naissances

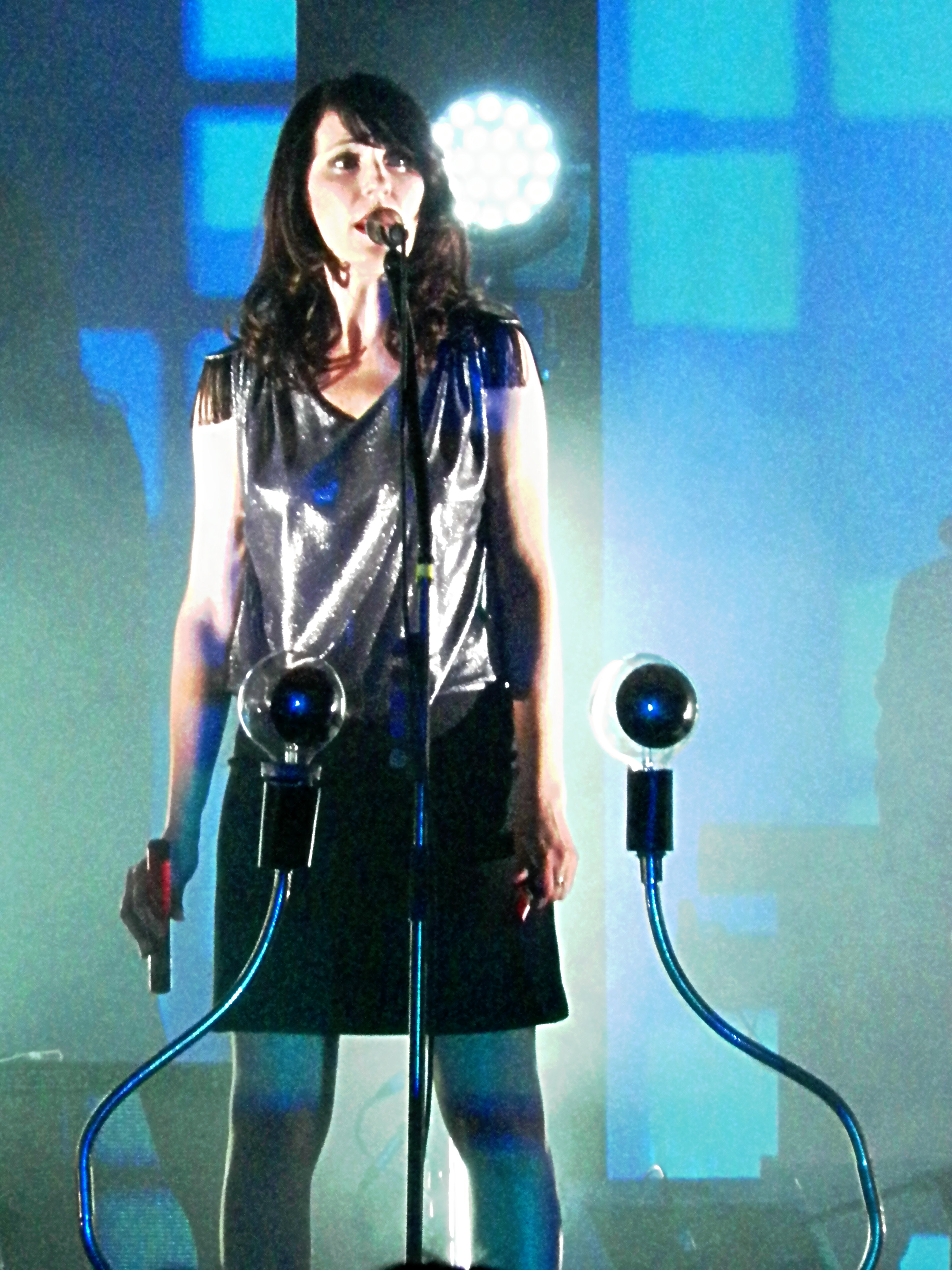
La Grande Sophie en juin 2012.

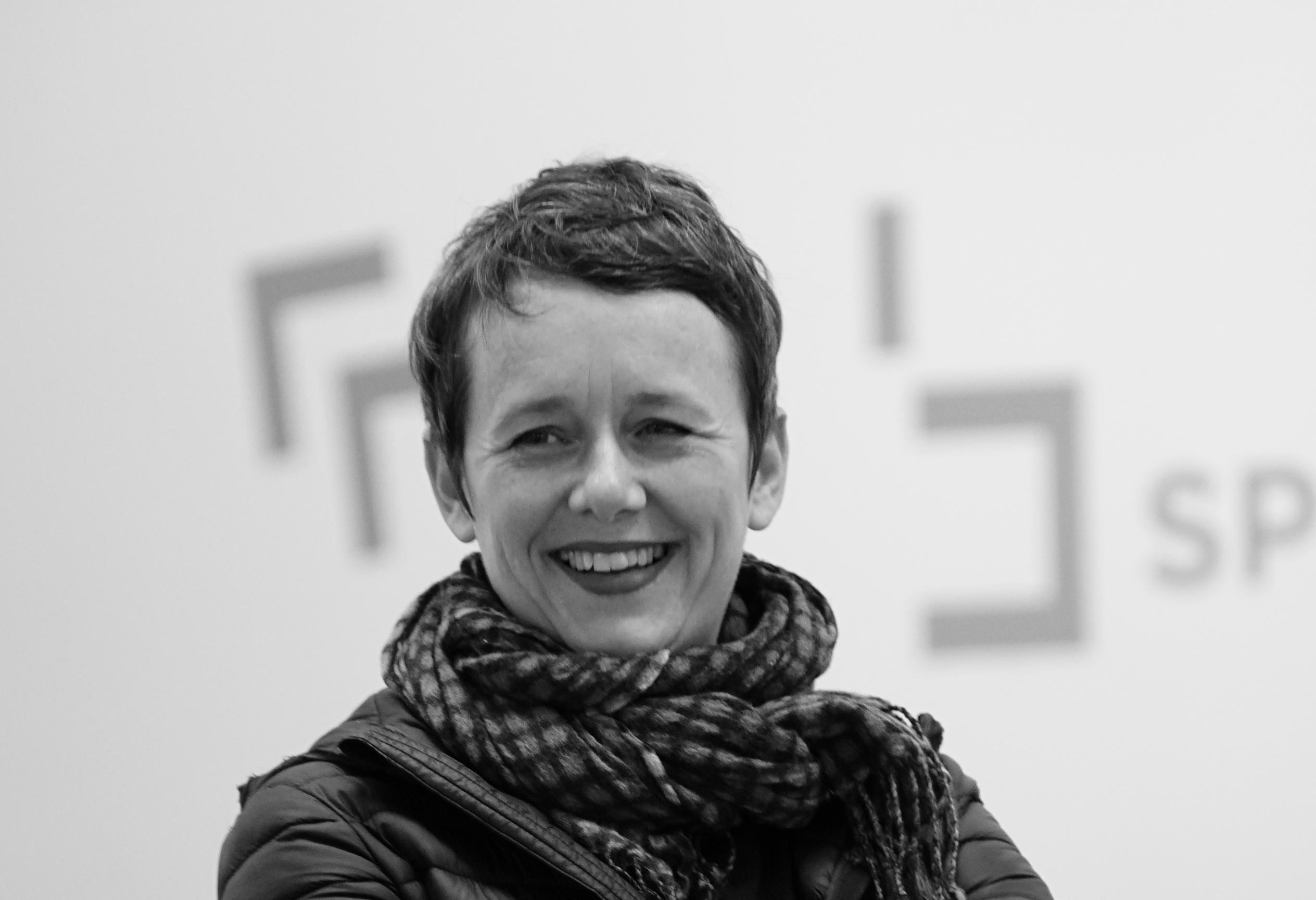
Frédérique Bertrand.

- Yan Lindingre, dit Lindingre, né à Jarny , dessinateur de presse, dessinateur et scénariste de bande dessinée français, ancien enseignant aux Beaux-Arts de Metz et ex-rédacteur en chef du magazine Fluide glacial. Il collabore occasionnellement à L'Équipe, à Libération et au Canard enchaîné.
- 3 janvier à Remiremont : Bertrand Fréchard, athlète français, spécialiste du cross-country.
- 15 janvier à Épinal : Frédéric Grolleau, critique littéraire, écrivain français et professeur de philosophie.
- 22 février à Gorze : Sylvie Riedle, coureuse cycliste française.
- 8 mars à Metz : Anne Rigail, directrice générale d'Air France .
- 15 mars à Thionville : Martine Anstett, morte à Boulogne-Billancourt le 29 avril 2015, juriste française.
- 3 avril à Forbach : Jean-Marie Aubry, footballeur français.
- 15 avril à Nancy : Christelle Rotach, directrice des services pénitentiaires française. Plusieurs fois cheffe d'établissements pénitentiaires, inspectrice générale de la Justice.
- 29 avril à Verdun : Patrick Goujon, théologien jésuite français.
- 14 mai à Neufchâteau (Vosges) : Stéphan Grégoire, pilote automobile français.
- 18 mai à Briey : Barbara Weistroffer[18], joueuse française de basket-ball évoluant au poste d'ailière.
- 22 mai
  - à Bar-le-Duc : Sylvie Jéhanno, dirigeante d’entreprise, ayant occupé plusieurs fonctions chez EDF. Elle est présidente-directrice générale de Dalkia depuis 2018.
  - à Nancy : Gérald Bronner[19], sociologue français, professeur de sociologie à l’université Paris Diderot et membre de l'Institut universitaire de France. Il est également romancier[20].
- 2 juin à Nancy : Jérôme Durain, homme politique français. Il est élu sénateur de Saône-et-Loire le 28 septembre 2014.
- 9 juin à Épinal : Florence Kuntz, femme politique française. Député européen de 1999 à 2004, elle est consultant en Stratégie Institutionnelle et Affaires Publiques européennes.
- 13 juin à Nancy : Virginie Despentes[21], écrivaine et réalisatrice française, à l'occasion traductrice et parolière.
- 21 juin à Bussang (Vosges) : Dylan Pelot, de son vrai nom Pierre-Dylan Grosdemange, mort le 22 janvier 2013 à Nancy, est un réalisateur, photographe, illustrateur et écrivain français.
- 30 juin à Nancy : Emmanuel Rousseau (Fra' Emmanuel Rousseau pour l'ordre de Malte), archiviste français et un haut dignitaire de l'ordre souverain de Malte[22].
- 2 juillet à Lunéville : Thierry Velu, sapeur-pompier et écrivain français.
- 5 juillet à Longwy : Carole Thibaut[23], autrice, metteuse en scène et comédienne. Elle dirige le théâtre des Îlets, Centre dramatique national de Montluçon.
- 7 juillet à Bar-le-Duc : Catherine Deschamps[24], socio-anthropologue[25] contemporaine.
- 18 juillet à Thionville : Sophie Huriaux, dite La Grande Sophie (parfois abrégé LGS), auteure-compositrice-interprète française, qui a démarré au milieu des années 1990 dans le milieu alternatif parisien.
- 7 septembre à Nancy : Luc Rémont, chef d'entreprise, ancien haut fonctionnaire et ancien banquier d'affaires français.
- 9 octobre à Épinal : Laurent Mariotte, animateur de radio et de télévision ainsi qu'un chroniqueur culinaire français.
- 14 octobre à Épinal : Stéphane Viry, homme politique français.
- 18 octobre à Épinal : Frédérique Bertrand, auteure et illustratrice française qui travaille pour l'édition jeunesse et pour la presse. Elle réalise des expositions personnelles et participe à des expositions collectives, en France et à l'étranger.
- 20 octobre à Saint-Dié-des-Vosges : Frédérique Dastrevigne, dite Fredda, chanteuse, auteure-compositrice-interprète française. Elle est également chanteuse du projet de reprises des années soixante Radiomatic, en duo avec Pascal Parisot.
- 28 novembre à Nancy : Stéphane Marchal mieux connu sous le nom de Marboss est un auteur compositeur français de musique électronique.
- 1 décembre à Nancy : Johanna Siméant[26], politiste française.

## Décès
- 9 février : Alphonse Antoine, né à Raon-sur-Plaine (Vosges)[27] d’une mère brodeuse et d’un père douanier au poste frontière du Donon (qui délimite la séparation entre la France et l'empire allemand occupant alors l'Alsace)[28], général spécialisé dans les transmissions.
- 12 mai : André Carnège est un acteur français né Eugène Alfred Cargemel à Nancy le 20 décembre 1890.
- 27 juillet à Nancy : Maurice Garçot, né le 31 mai 1883 à Épinal , écrivain régionaliste français historien de la Lorraine.